# Mantispa rufescens
Mantispa rufescens is een insect uit de familie van de Mantispidae, die tot de orde netvleugeligen (Neuroptera) behoort. 
Mantispa rufescens is voor het eerst wetenschappelijk beschreven door Latreille in 1807.